# Dnevnik Toma Riddlea
Dnevnik Toma Riddlea je čarobni predmet iz romana o Harryju Potteru.
Spominje se u 2. knjizi i vrlo je bitan za radnju. Kasnije je otkriveno da ga je zli čarobnjak lord Voldemort, koji se prije zvao Tom Marvolo Riddle, pretvorio u horkruks u kojem je čuvao polovinu svoje duše.

## Informacije
Mjesto gdje je napravljen: londonska trgovina
Napravljen: oko 1943.
Korištenje: dnevnik, horkruks, za otvaranje Slytherinove Odaje tajni
Žrtva za horkruks: Myrtla Warren
Vlasnici: Tom Riddle (Voldemort), Lucius Malfoy, Ginny Weasley, Harry Potter, Albus Dumbledore, škola magije Hogwarts (možda)

## Voldemortov horkruks
Na Voldemortovoj petoj godini, negdje oko 1943., on je otvorio Slytherinovu Odaju tajni. Tada je dobio i dnevnik u kojeg nije pisao, koji nije imao za njega posebno značenje, no odlučio je od njega načiniti svoj prvi horkruks. Tako je naglasio povezanost sa Slytherinom i u njega stavio 50 posto svoje duše. Žrtva je bila Myrtla, koju doduše nije sam ubio, iako je nju ubio bazilisk po Voldemortovoj naredbi.
Riddle je poslije optužio Hagrida za svoja zlodjela i tako se izvukao. Dnevnik je kasnije dao Luciusu Malfoyu, ne sluteći njegovu sudbinu.

## Dnevnik kod Ginny
Kad je Ginny išla na prvu godinu (a Harry na drugu), otišla je u Zakutnu ulicu po neke potrepštine. Tamo su sreli Luciusa Malfoya. Gospodin Weasley i Malfoy su se potukli, a on joj je uvalio dnevnik ne znajući da je riječ o horkruksu.
Ginny se zatim dopisivala s Riddleom, a jednom je dnevnik našao i Harry (iako mu ga je Ginny poslije ukrala). Pod Riddleovom kontrolom Ginny je udavila pijetlove i otvorila Odaju tajni te ispisala razne prijeteće poruke.

### Pojava Toma Riddlea
Kad su Harry, Ron i Gilderoy Lockhart otišli u Odaju, tamo se svašta dogodilo. Lockhart je izgubio pamćenje od teškog uroka, a Harry je sam ušao u Odaju. Tamo je bio Riddle, živ, a Ginny skoro mrtva na podu. Riddle je poslao svog odanog baziliska na Harryja, no on ga je nakon dulje borbe ubio mačem Godrica Gryffindora. Riddle je mogao čarobirati i pisao je po zraku, djelovao je najmoćnije od horkruksa, jer je sadržavao najveći dio duše (50%).

### Harry uništava Riddlea
Harry i Riddle su se nastavili boriti. On je ispisao riječi po zraku te su dugo razgovarali. No Dumbledoreov mudri feniks Fawkes mu je dao baziliskov zub i on ga je zario u dnevnik te time uništio Riddlea i njegov prvi horkruks.

## Voldemortovo saznanje
Voldemort je navodno bio jako bijesan na Malfoya zbog toga te ga je poslao na važne zadatke, a kasnije je on završio na robiji.[HP6]

## Moći dnevnika
Dnevnik je bio moćan, pogotovo zato što je bio jedan od Voldemortovih horkruksa. On je mogao opsjesti osobu koja mu se previše emocionalno približi, kao što je to napravila Ginny. 
Otpisivao je i mogao je ljude uvesti u neka svoja sjećanja, kao što je Harryju otkrio kako je tobože uhvatio Hagrida kako čini zlodjela.
On je zadržao dio osobnosti svog stvoritelja, pa je iz dnevnika izašao mladi Riddle. 
Također, mogao je biti uništen, kao što je dokazao i Harry uništivši ga zubom Slytherinova baziliska.

## Ostalo
Dnevnik je kupljen u bezjačkoj trgovini u Londonu.
Pojavio se u drugoj knjizi, a možda i poslije u sjećanju.